# Sebastian Dey
Pour les articles homonymes, voir Dey.
Sebastian Dey (né le 27 février 1979 à Oberhausen) est un chanteur allemand.

## Biographie
Sebastian Dey commence sa carrière musicale en 2003 en tant que chanteur et guitariste avec le groupe d'Oberhausen Die kaum Unglaublichen. Jon Caffery, le producteur de Die Toten Hosen, signe le groupe et produit les EP Miststück (2004) et Mond (2006), chacun ont trois morceaux. Mais avant la sortie de l'album produit par Cafferey en 2007, il y a une séparation entre le groupe et le label et enfin la séparation du groupe.
En 2007, Dey fonde son nouveau groupe Das Expeditionsteam. En 2010, l'équipe EP Expedition sort, il combine la musique soul avec le jazz et la pop. En 2012, Dey participe au télé-crochet pour représenter l'Allemagne au Concours Eurovision de la chanson 2012 et termine huitième avec principalement ses propres chansons.
En 2015, Sebastian Dey enregistre un album solo où il est soutenu par des musiciens bien connus tels que Philip Niessen, Michael Paucker, Carl Michael Grabinger et Lillo Scrimali. L'album Liebe als Teibstoff paraît d'abord en autodistribution puis dans le monde entier le 26 février 2016 sur le label indépendant Quasilectric.
En 2018, Dey fonde le groupe DEY HARD avec le batteur Max Kupke. Après la sortie de quelques singles et vidéos, l'album Analog doit sortir en 2020 chez Dackelton Records.

## Discographie
Solo
- 2016 : Killer (single, Quasilectric)
- 2016 : Liebe als Teibstoff (album, Quasilectric)

Avec Die kaum Unglaublichen
- 2004 : Miststück (EP)
- 2006 : Mond (EP)

Avec Das Expeditionsteam
- 2010 : Expeditionsteam (EP, Musicom)

Avec DEY HARD
- 2019 : Mein großer Traum (single, Dackelton Records)
- 2019 : Chill' ma dein Leben (single, Dackelton Records)
- 2019 : Analog (single, Dackelton Records)